# Жорж Гриняр
Жорж Гриняр (на френски: Georges Grignard) е бивш пилот от Формула 1. Роден на 25 юли 1905 година в Вилньов-Сен Жорж, Франция.

## Формула 1
Жорж Гриняр прави своя дебют във Формула 1 в Голямата награда на Испания през 1951 година. В световния шампионат записва 1 състезания като не успява да спечели точки. Състезава се за Талбот-Лаго.